# Suchy dok

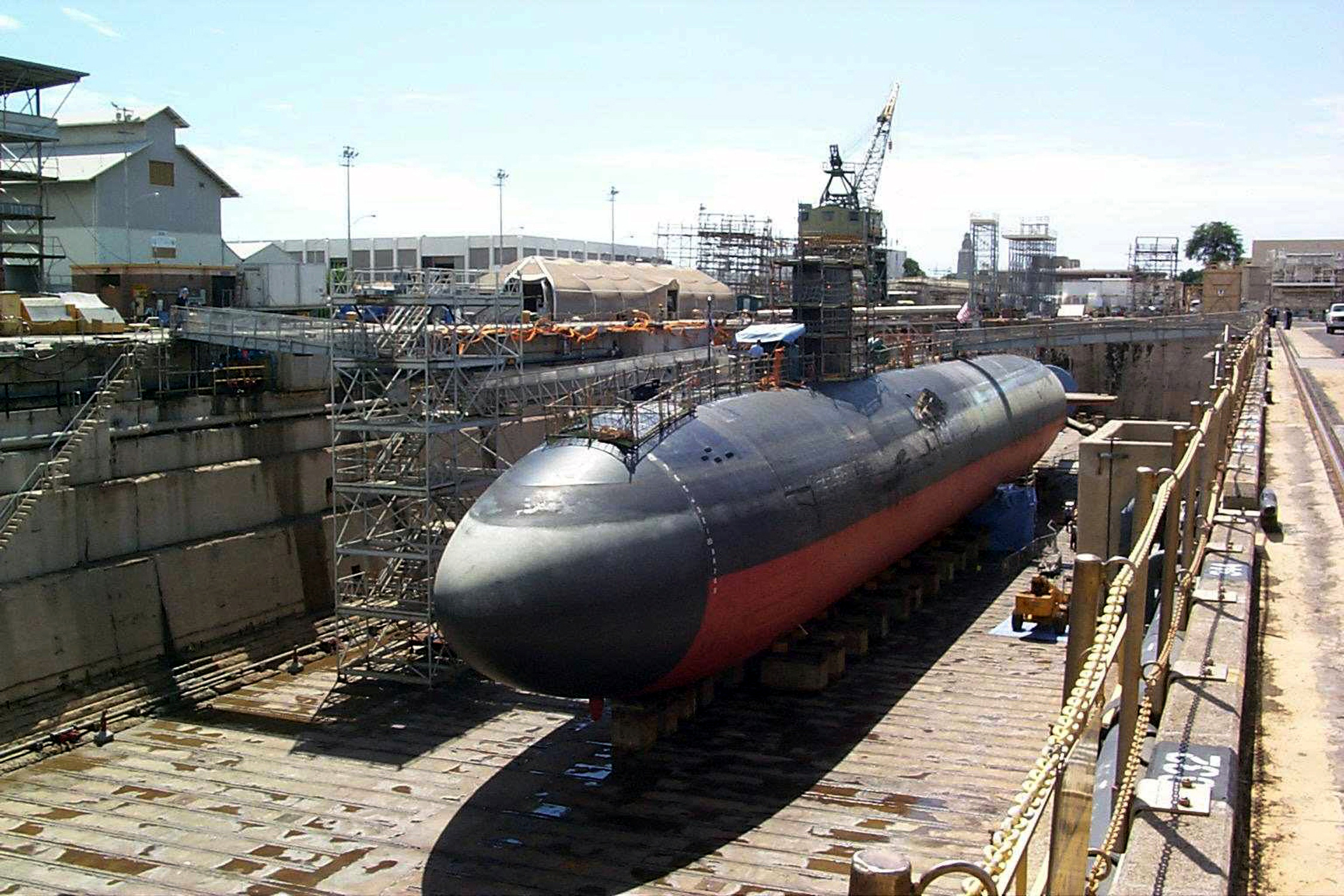
Okręt podwodny USS „Greeneville” w opróżnionym z wody suchym doku

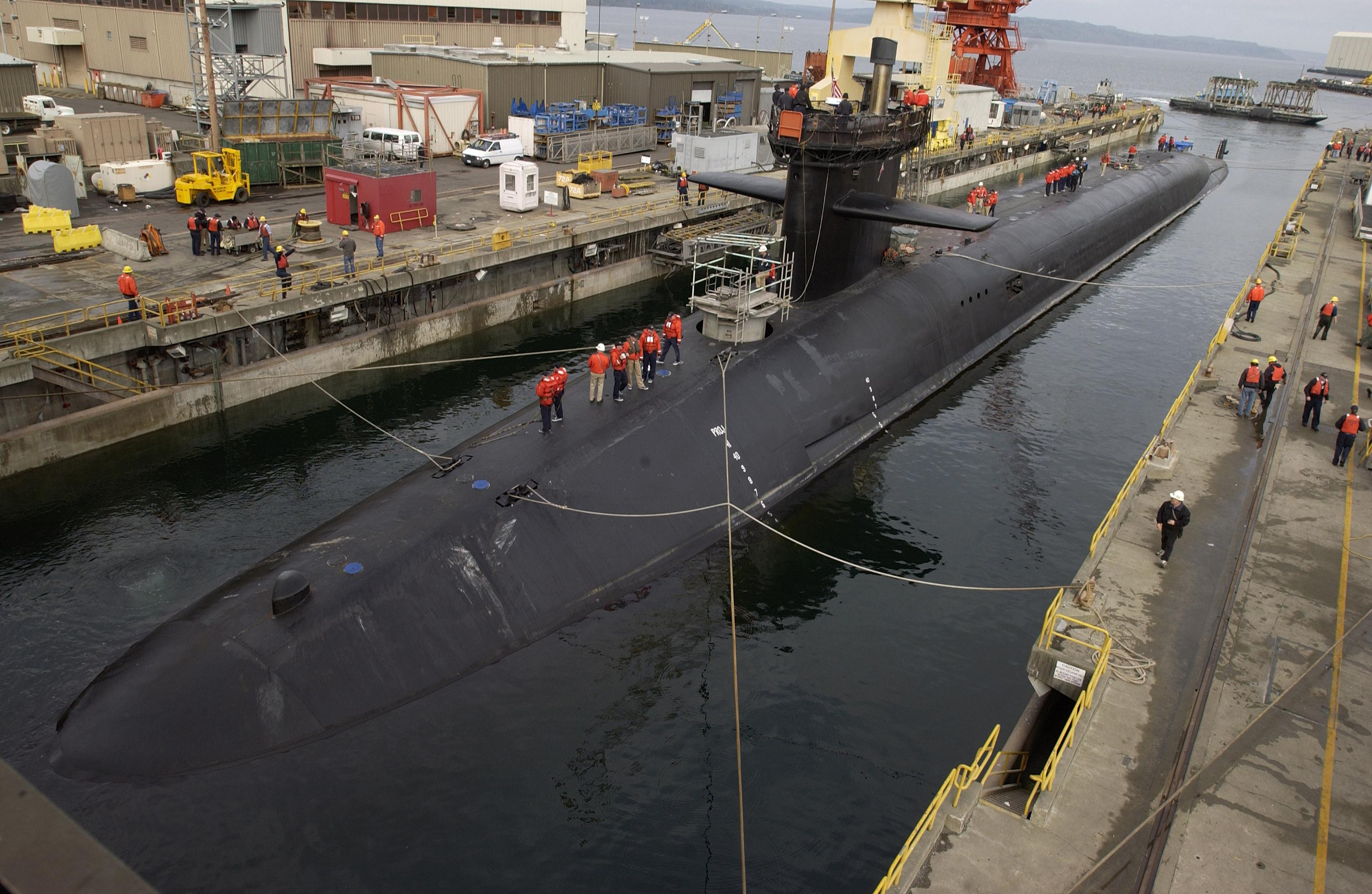
Okręt podwodny USS „Michigan” w napełnionym wodą suchym doku

Suchy dok – rodzaj budowli hydrotechnicznej w porcie wodnym, najczęściej w stoczni. Jest to wąski basen portowy ze szczelnymi wrotami oraz urządzeniami wypompowującymi z jego wnętrza wodę.
Dok taki może umożliwiać budowę kadłuba nowej jednostki pływającej, lub osadzenie na jego dnie, na specjalnym leżu i podporach, eksploatowanego już statku wodnego w celu bezpośredniego dostępu do jego części podwodnej dla dokonania przeglądu, naprawy lub remontu – zarówno poszycia kadłuba, jak i mechanizmów części podwodnej.
Zasadniczą cechą suchego doku jest zachowanie jednostki pływającej na mniej więcej tym samym poziomie względem wody w otaczającym ją akwenie, czym różni się od rozwiązania, w którym jednostka jest budowana na brzegu, lub wciągana na niego za pomocą pochylni. Doki stosuje się wobec jednostek większych rozmiarów. Wyróżnia się tutaj doki budowlane – płytsze, gdyż przeznaczone do budowy samych kadłubów statków, które dopiero na wodzie zostaną dokończone i doposażone, oraz doki remontowe – głębsze, gdyż przeznaczone dla jednostek o docelowym ciężarze własnym.
Jako suchy dok określa się też podobne budowle przeznaczone dla przechowywania jednostek muzealnych, bez kontaktu części podwodnej z wodą.